# Викулов, Сергей Михайлович
Сергей Михайлович Викулов (25 марта 1990, Свердловск, СССР) — российский игрок в мини-футбол. Вратарь мини-футбольного клуба «Ухта» и сборной России по мини-футболу. Мастер спорта международного класса.

## Карьера
Сергей является воспитанником екатеринбургского клуба «ВИЗ-Синара». Первый тренер — Олег Павлович Клешнин. Вначале он играл за екатеринбургский клуб, а в 2011 году был отдан в аренду сыктывкарскому клубу «Бумажник», игравшему в Высшей лиге. Уже в следующем году он дебютировал в Суперлиге в составе другого сыктывкарского клубаНовая генерация". В составе этого клуба он провёл два полных сезона, среди которых особенно успешным оказался сезон 2013/14, когда сыктывкарцы выбили в плей-офф московское «Динамо» и в итоге заняли четвёртое место. Именно Сергей стоял на воротах сыктывкарцев во всех решающих матчах.
В 2014 году Викулов вернулся в Екатеринбург и с тех пор является основным вратарём родной команды. В 2015 году он дебютировал в сборной России по мини-футболу, а годом позже взял с ней серебряные медали чемпионата Европы по мини-футболу 2016 и чемпионата мира по мини-футболу 2016.